# Delosinella
Delosinella es un género de foraminífero bentónico considerado un sinónimo posterior de Rectoelphidiella de la subfamilia Elphidiinae, de la familia Elphidiidae, de la superfamilia Rotalioidea, del suborden Rotaliina y del orden Rotaliida. Su especie tipo era Delosinella planispiralis. Su rango cronoestratigráfico abarcaba el Holoceno.

## Clasificación
Delosinella incluía a la siguiente especie:
- Delosinella planispiralis